# Vincze Alajos
Vincze Alajos (Pély, 1839. június 12. – Kápolna, 1919.) fiú tanítóképző-intézeti igazgató-tanár, római katolikus pap, egyházi író.

## Élete
A Heves vármegyei Pélyen született, ahol édesapja kántor-tanító volt. A gimnázium hat osztályát Egerben elvégezve, 1857-ben az egri papnevelő intézetbe lépett, ahol filozófiát és teológiát hallgatott. Ezzel párhuzamosan az 1861-ben újra életre ébredt magyar egyházirodalmi iskolában tevékeny munkásságot fejtett ki. 1863. július 25-én szentelték pappá. Ezt követően káplán volt különböző helyeken 1868-ig, amikor főszékesegyházi hitszónokká és tanítóképző tanárrá nevezte ki Bartakovics Béla érsek. Később később ennek az intézetnek lett igazgató-tanára, majd Kálban (Heves m.) esperes-plébános. A század végén nyugalomba vonult.

## Művei

### Folyóiratcikkek
Főmunkatársa és segédszerkesztője volt 1869-től az egri Népujságnak (1891-ig népies országgyűlési levelek); állandó munkatársa az Egernek, az Egri Egyházmegyei Közlönynek (ebben 1871. Maskovics Mihály, 1873. Kovalcsik József, Bartakovics Béla emlékezete) és az egri Irodalmi Szemlének; népies beszélyeinek, rajzainak száma hatvannál több; politikai, közgazdasági, társadalmi stb. cikkei 450 körül vannak; írt az Egri Naptárba, Religióba, Kelet Népébe és az egri legényegyleti Olvasó-Tárba.

### Könyvek
- 1. Római Katakombák és a római egyház szentségei. Wolter Mór után németből ford. Eger, 1869
- 2. Népélet, beszélyek a nép számára. Eger, 1871
- 3. Mezei virágok, beszélyek a nép számára. Eger, 1875
- 4. Ünnepi egyházi beszédek. Eger, 1877
- 5. Vasárnapi egyházi beszédek. Eger, 1880
- 6. Ünnepi és vasárnapi egyházi beszédek. Eger, 1882 és 1885, két kötet
- 7. Elbeszélések a magyar nép életéből. Eger, 1895, négy kötet (Ism. Irodalmi Közlöny, M. Állam 264. sz. Közművelődés 48. sz.)
- 8. Jézus Krisztus születése és a három napkeleti király. Karácsonyi színmű. Eger, 1909
- 9. Angyali üdvözlet. Bibliai színmű 4 felv. Eger, 1910
- 10. A béna hős boldogsága. Budapest, 1916 (Népiratkák 309.)

Álnevei és jegye: Csetneky, Csepregi Dániel, Csermely és e. s. (az egri Népujságban).